# Thecla zava
Thecla zava är en fjärilsart som beskrevs av William Chapman Hewitson 1878. Thecla zava ingår i släktet Thecla och familjen juvelvingar. Inga underarter finns listade i Catalogue of Life.